# Polycarpaea aristata
Polycarpaea aristata es una especie de fanerógama perteneciente a la familia de las cariofiláceas. Es endémica de las Islas Canarias.

## Descripción
Es un arbusto con ramificación bifurcada, perteneciente al grupo de especies que tienen hojas pubescentes, diferenciándose porque estas son de color verde-grisáceo, lineares o estrechamente espatuladas y con el ápice aristado, que es la característica que le da el nombre.

## Taxonomía
Polycarpaea aristata fue descrita por (Aiton) DC. y publicado en Prodr. 3: 373 1828. 
Etimología
Polycarpaea: nombre genérico que procede del griego polys y karpos, y significa "abundante fructificación".
aristata: epíteto latino que significa "aristado", refiriéndose a dicha característica de las hojas de la planta.
Sinonimia
- Polycarpaea tenerifae var. aristata (Aiton) Bornm.[1]
- Illecebrum aristatum Aiton
- Lahaya aristata Schult.
- Paronychia aristata DC.
- Polycarpa aristata Kuntze[2]